# Parlamento (programa de televisão)
Parlamento é um programa televisivo de debate transmitido na RTP3, que contrapõe todas as bancadas parlamentares entre si, discutindo os assuntos de maior relevância no país. Tem cerca de 50 minutos de duração e é apresentado por Luísa Bastos.